# Жичицы
 Жичицы— деревня в Смоленской области России, в Демидовском районе. Расположена в северо-западной части области в 22 км к юго-западу от Демидова, по обеим сторонам автодороги Р130 Демидов — Рудня.
Население — 212 жителей (2007 год). Административный центр Жичицкого сельского поселения.

## История
Деревня впервые упомянута под именем Жидчичи (древнерусский погост находится северо-западнее деревни) в XII веке в уставной грамоте смоленского князя Ростислава Мстиславича, где говорится что они «платят 10 гривен годовой дани». На месте погоста найдены остатки гончарной керамики.